# Eagle (hrabstwo Richland)
Eagle – miasto w Stanach Zjednoczonych, w stanie Wisconsin, w hrabstwie Richland.